# Telford
Pour les articles homonymes, voir Telford (homonymie).
Telford est une ville nouvelle anglaise de l'autorité unitaire de Telford et Wrekin, dans le comté cérémonial du Shropshire. Elle est située à environ 21 km à l'est de Shrewsbury et à 48 km à l'ouest de Birmingham. Telford est la plus grande ville du Shropshire et l'une des villes du Royaume-Uni à la croissance la plus rapide. Elle comptait 138 241 habitants en 2001.
La ville doit son nom à l'ingénieur civil Thomas Telford. Elle a été construite durant les années 1960 et 1970 sur un territoire auparavant agricole et industriel. Comme d'autres villes nouvelles de l'époque, Telford est issue de la fusion de plusieurs anciennes localités plus petites, dont celles de Wellington, Oakengates, Madeley et Dawley.
Depuis les années 1980, cette ville est le théâtre de l'affaire des viols collectifs de Telford, considéré comme le plus grand scandale de réseau pédophile de l'Histoire de Grande-Bretagne.
Sur les limites sud du territoire de Telford se trouve la vallée d'Ironbridge, un ensemble de sites d'archéologie industrielle figurant sur la liste du patrimoine mondial de l'UNESCO, la vallée d'Ironbridge étant considérée comme le berceau de la révolution industrielle.
La ville héberge le club football de AFC Telford United.